# Ollon
Ollon (antiguamente en alemán Olun) es una comuna suiza del cantón de Vaud, ubicada en el distrito de Aigle. Limita al norte con las comunas de Aigle y Ormont-Dessous , al este con Ormont-Dessus, al sur con Gryon y Bex, y al oeste con Monthey (VS) y Collombey-Muraz (VS).
Las localidades de Antagnes, Arveyes, Auliens, Bretaye, Chesieres, Crettaz, Exergillod, Forchex, Glutieres, Huemoz, Les Combes, Les Ecovets, Les Fontaines, Pallueyres, Panex, Plambuit, Plan d'Essert, Saint-Triphon, Salaz, Verschiez, Villars-sur-Ollon y Villy, también pertenecen al territorio comunal. La comuna formó parte del círculo de Ollon, disuelto el 31 de diciembre de 2007, con la entrada en vigor de la nueva ley de organización territorial del cantón de Vaud.